# Croton hildebrandtii
Espèce
Croton hildebrandtii est une espèce de plantes à fleurs du genre Croton et de la famille des Euphorbiaceae présente au nord-ouest de Madagascar.